# Kebab

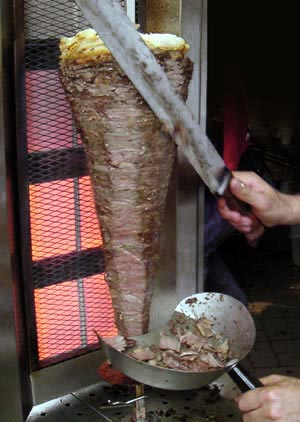
Kebab připravovaný na plynovém grilu

Kebab (persky a arabsky کباب‎, známý také např. jako kebap) je označení různých piknikových, grilovaných, smažených nebo na rožni pečených jídel z Blízkého východu, střední Asie a jižní Asie.

## Příprava
Obyčejně je základem jehněčí nebo hovězí maso, některé druhy používají také kuřecí maso nebo ryby. Vepřové maso se z náboženských důvodu v muslimských oblastech nepoužívá. V turecké kuchyni (döner kebab) se příprava podobá gyrosu. Odtud se rozšířil do evropských zemí s tureckou menšinou, převážně do Německa a Rakouska. V arabských oblastech a Izraeli se často používá mleté maso grilované na otevřeném ohni.
Dürüm kebab je v tortille.